# 本四備讚線
本四備讚線（日语：／ Honshi bisan sen */?）是一條鐵道路線，由岡山縣倉敷市的茶屋町站經瀨戶大橋連接至香川縣綾歌郡宇多津町的宇多津站為止。由西日本旅客鐵道（JR西日本）及四國旅客鐵道（JR四國）管理。本路線於日本鐵路網絡被介定為幹線路線。路線名稱的意思包涵了本線連接日本的兩大島嶼：本州及四國島，又因日本國鐵曾計劃興建多條連接本州与四国的路线（包括仍未成事的四國新幹線等），命名本路線時便採用了兩縣於令制國時期的名稱：備中國及讚岐國的縮寫以茲識別。
雖然「本四備讚線」是官方的正式名稱，不過現時不論是JR，或是民眾一般使用，都會被一個較廣義的名稱「瀨戶大橋線」所取代。最主要原因是專門出版JR每月全國列車時間表的交通新聞社，把連接本州和四國之間的列車服務均統稱為「瀨戶大橋線」，久而久之，人們亦習慣了這樣的稱呼，反而「本四備讚線」則漸漸被遺忘。即使是JR西日本及JR四國，在自己車站的資訊及月台上的指示板，也以「瀨戶大橋線」來稱呼橫越瀨戶大橋的列車。

## 概要
JR西日本持有路段由岡山支社直轄。
茶屋町站－兒島站間位於IC乘車卡「ICOCA」的岡山、廣島地域的岡山、福山地區，兒島站－宇多津站間位於IC乘車卡「SHIKOKU ICOCA」的香川地區，岡山、福山地區與香川地區可以互相使用。

## 路線資料
- 管轄、路線距離（營業距離）：全長31.0公里
  - 西日本旅客鐵道（第一種鐵道事業者）
    - 茶屋町站－兒島站間 12.9公里

  - 四國旅客鐵道（第一種鐵道事業者）
    - 兒島站－宇多津站間 18.1公里

  - 日本貨物鐵道（第二種鐵道事業者）
    - 茶屋町站－兒島站－宇多津站間（31.0公里）
- 軌距：1067毫米
- 站數：6個（包括起終點站）
  - JR西日本：5個
  - JR四國：1個（兒島站除外）
    - 若只限屬於本四備讚線的車站，排除屬於宇野線的茶屋町站與屬於予讚線的宇多津站[7]則為4個（皆屬於JR西日本。本四備讚線沒有屬於JR四國的車站）。
- 複線路段：全線
- 電氣化路段：全線（直流電1500V）
- 閉塞方式：自動閉塞式
- 最高速度：
  - 茶屋町站－兒島站間 130公里/小時
  - 兒島站－宇多津站間 120公里/小時
- 運轉指令所（日语：運転指令所）：
  - 茶屋町站－兒島站間 岡山綜合指令所
  - 兒島站－宇多津站間 高松指令所

## 車站列表
| 公司                 | 車站編號 | 中文站名 | 日文站名 | 英文站名 | 站間營業距離 | 累計營業距離         | 接續路線                            | 所在地                | 所在地     |
| -------------------- | -------- | -------- | -------- | -------- | ------------ | -------------------- | ----------------------------------- | --------------------- | ---------- |
| 西日本 旅客鐵道      | JR-M08   | 茶屋町   |          |          | -            | 0.0                  | 西日本旅客鐵道： 宇野線（宇野港線） | 岡山縣                | 倉敷市     |
| 西日本 旅客鐵道      | JR-M09   | 植松     |          |          | 2.9          | 2.9                  |                                     | 岡山縣                | 岡山市南區 |
| 西日本 旅客鐵道      | JR-M10   | 木見     |          |          | 2.7          | 5.6                  |                                     | 岡山縣                | 倉敷市     |
| 西日本 旅客鐵道      | JR-M11   | 上之町   |          |          | 4.1          | 9.7                  |                                     | 岡山縣                | 倉敷市     |
| 西日本 旅客鐵道      | JR-M12   | 兒島     |          |          | 3.2          | 12.9                 |                                     | 岡山縣                | 倉敷市     |
| 四國 旅客鐵道        | JR-M12   | 兒島     |          |          | 3.2          | 12.9                 |                                     | 岡山縣                | 倉敷市     |
| （此段通過瀨戶大橋） |          |          |          |          |              |                      |                                     |                       |            |
| Y09                  | 宇多津   |          |          | 18.1     | 31.0         | 四國旅客鐵道：予讚線 | 香川縣綾歌郡 宇多津町               | 香川縣綾歌郡 宇多津町 |            |

茶屋町站及兒島站皆為JR西日本的直營站，宇多津站則是JR四國的直營站。植松站、木見站及上之町站皆為無人站。兒島站負責管理JR西日本區域線道內的所有車站。

## 關連項目
- 本州四國聯絡橋（日语：本州四国連絡橋）